# 仙居公主
仙居公主（1584年—1585年），名朱轩姞，明朝公主，明神宗第五女，母亲是李德嫔。
公主生于万历十二年七月二十日，与异母姐姐云梦公主仅相差十四天。十二月三十日仙居公主即夭折，明神宗表示惋惜。次年五月辛酉，仙居公主葬在金山。以后静乐公主、云梦公主、灵丘公主、云和公主等姐妹也陆续葬在金山地区。